# ムルケ型揚陸艇
ムルケ型揚陸艇（Mulkae Class LCU）は大韓民国海軍の揚陸艇。アメリカ海軍LCU、LCU-1610型の独航型に範を取ったと見られている。ドック型揚陸艦に搭載されるLCUは露天式の艦橋と起倒式マストを備えるが、本型はやや背の高い密閉された艦橋と固定式の三脚マストを有する。このため、独島級揚陸艦などのドック型揚陸艦に搭載することはできない。
1979年以降、9隻が韓進重工業にて建造された。長さ30.5m、幅5.5mの全通した車輌甲板には、143トンの積載能力があり、戦車1輌または装甲兵員輸送車3輌、ないしは兵員400名を輸送可能である。LCACと比較した場合、速力面では大きく劣る一方（40ノットに対し12ノット）、搭載重量は勝り（2倍以上）、重量物運搬に重宝されている。

## 同型艇
| 番号   | 竣工           |
| ------ | -------------- |
| LCU-72 | 1979年         |
| LCU-73 | 1979年         |
| LCU-75 | 1980年         |
| LCU-76 | 1980年         |
| LCU-77 | 1981年         |
| LCU-78 | 1981年         |
| LCU-79 | 1997年9月30日  |
| LCU-81 | 1997年10月31日 |
| LCU-82 | 1997年11月30日 |